# Marcia Otacilia Severa
Marcia Otacilia Severa ou Otacilia Severa est une impératrice de Rome et épouse de l’empereur Philippe l’Arabe qui régna de 244 à 249. Elle est la fille d'un gouverneur de Pannonie.

## Biographie
Severa était membre de la gens Otacilia qui a compté dans ses rangs des sénateurs et des consuls. Le père de Severa était Otacilius Severus qui fut gouverneur de Macédoine et de Mésie. Sa mère était de la Marcii ou était alliée à cette famille. Selon les sources, elle eut un frère appelé Severianus qui fut gouverneur de Mésie entre 246 et 247.
On connait peu sa vie avant son mariage avec Marcus Julius Philippus (Philippe l'Arabe). En 234, Severa épousa Philippe qui faisait partie de la garde prétorienne sous l’empereur Alexandre Sévère. Ils eurent trois enfants : un fils appelé Marcus Julius Philippus Severus ou Philippe II (né en 238), une fille Julia Severa ou Severina (connue par des sources numismatiques) (peut-être Ulpia Severina, l'épouse d'Aurélien) et un autre fils appelé Quaitis Phillipus Severus ou Philippe III (né en 247)[réf. nécessaire].
En février 244, Gordien III fut tué en Mésopotamie. Philippe fut alors proclamé Augustus (empereur) par l'armée. Il fit à son prédécesseur des funérailles décentes et fit ramener ses cendres à Rome.
Philippe attribua le titre d’Augusta à Severa. Philippe II devient Cæsar (héritier désigné) puis Augustus avec son père. Otacilia Severa et Philippe sont parfois considérés comme le premier couple impérial chrétien car durant leur règne, les persécutions contre les Chrétiens cessèrent et le couple se montra tolérant envers la foi chrétienne. Elle sauva Babylas d'Antioche de la persécution. Selon plusieurs traditions chrétiennes, Otacilie aurait été en contact avec les chrétiens, si elle n'était pas chrétienne elle-même. Eusèbe de Césarée (Histoire Ecclésiastique 6.36) fait état d'une lettre que lui aurait adressée Origène d'Alexandrie.
En août 249, Philippe mourut lors de la bataille de Vérone où il affrontait les troupes mutinées de Trajan Dèce, qui devint le nouvel empereur. Severa était à Rome à ce moment-là. Quand la nouvelle de la mort de Philippe parvint à Rome, Philippe II fut assassiné par la garde prétorienne et mourut dans ses bras. Elle survécut à son mari et à son fils et vécut après dans l’anonymat[réf. nécessaire].

## Sources
- (en) Cet article est partiellement ou en totalité issu de l’article de Wikipédia en anglais intitulé « Marcia Otacilia Severa » (voir la liste des auteurs).

- Cet article est partiellement ou en totalité issu de l'article intitulé « Otacilie » (voir la liste des auteurs).